# パスカル・カンファン
パスカル・カンファン（Pascal Canfin、1974年8月22日 - ）は、フランスの政治家。
欧州議会議員や開発担当大臣（エロー内閣）を歴任したのち、2019年から再び欧州議会議員を務める。共和国前進所属。